# 小山忠雄

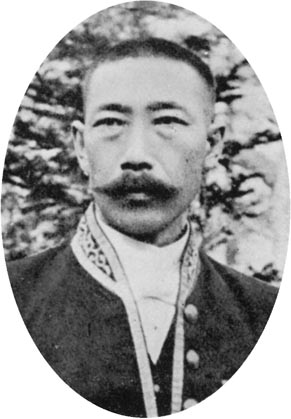
小山忠雄

小山 忠雄（おやま / こやま ただお、慶応3年2月15日（1867年3月20日） - 昭和17年（1942年）2月16日）は、日本の教育者。号は自得。

## 経歴
出羽国平鹿郡横手（現在の秋田県横手市）出身。東京に遊学して、共立学校で英学・漢学を学んだ。1889年（明治22年）、秋田県師範学校を卒業して、小学校訓導を務めた。その後、東京高等師範学校文科に入り、1893年（明治26年）に卒業した。秋田県師範学校教諭、同附属小学校主事、青森県師範学校教諭を務めた。1902年（明治35年）、秋田県立横手中学校校長に就任し、翌年に秋田県立大館中学校校長に転じた。1907年（明治40年）、秋田師範学校校長となり、1912年（明治45年）に北海道札幌師範学校校長に転じた。1920年（大正9年）から関東庁中学校校長を務め、1922年（大正11年）に退官した。その後、北海道庁嘱託として、北海道自治講習所所長・北海道産業講習所所長を務めた。

## 著書
- 『理論実験 読書作文教授法』（東海林書店、1898年）
- 『新説学校管理法』（同文館、1899年）
- 『新教授学』（同文館、1901年）
- 『修正学校管理法』（同文館、1903年） 槙山栄次と共著
- 『我観随筆』（小山忠雄先生還暦記念図書刊行会、1927年）
- 『晴嵐』（秋田県教育会、1929年）
- 『教育勅語と国民精神』（(北海出版社、1931年）